# 大塚光信
大塚 光信（おおつか みつのぶ、1926年4月20日 - 2016年3月3日）は、日本の国語学者。京都教育大学名誉教授。

## 人物
岡山県生まれ。1952年京都大学文学部卒業。尾道女子短期大学講師、京都教育大学教授、1990年定年退官、名誉教授、梅花女子大学教授、1992年 - 1995年学長。2004年春瑞宝中綬章受勲。

## 著書
- 『キリシタン版 エソポのハブラス私注』臨川書店 1983、清文堂出版（新版）2017
- 『抄物 きりしたん資料私注』清文堂出版 1996
- 『ことばと資料私注』清文堂出版 2008

### 編著
- コリャード『懺悔録』翻字、校註 風間書房 1957
- コリャード『羅西日辞典』解題・索引 臨川書店 1966
- 『日本思想大系 25　キリシタン書・排耶書』土井忠生共校注 岩波書店 1970
  - どちりいなーきりしたん 病者を扶くる心得 サカラメンタ提要付録 御パションの観念 丸血留の道（H.チースリク）
- 『キリシタン版 エソポ物語 付・古活字本伊曽保物語』校注 角川文庫 1971、新装版1989
- 『抄物資料集成』全7巻別巻 岡見正雄共編 清文堂出版 1971 - 1976
- 『続抄物資料集成』全9巻 編 清文堂出版 1980 - 1981
- 『義経記文節索引』天田比呂志共編 清文堂出版、1982
- 『コリャード自筆西日辞書 複製・翻刻・索引および解説』小島幸枝共編 臨川書店 1985
- コリャード『さんげろく私注』臨川書店 1985
- コリャード『懺悔録』岩波文庫 1986。校注
- 『新日本古典文学大系 53 中華若木詩抄・湯山聯句抄』朝倉尚、尾崎雄二郎共校注 岩波書店 1995
- 『エソポのハブラス 本文と総索引』来田隆共編 清文堂出版 1999
- 『新抄物資料集成』全4巻　編 清文堂出版 2000
- 『大蔵虎明能狂言集 翻刻註解』編 清文堂出版 2006

## 参考
- ISBN 978-4-7924-1408-5

## 論文
- CiNii>大塚光信